# Trần Văn Chuyện
Trần Văn Chuyện (sinh năm 1962) là một chính khách người Việt Nam. Ông nguyên là Phó Bí thư Tỉnh ủy, Chủ tịch Ủy ban nhân dân tỉnh Sóc Trăng nhiệm kỳ 2016–2021.

## Lí lịch
Ông sinh năm 1962, quê quán xã Gia Hòa 2, huyện Mỹ Xuyên, tỉnh Sóc Trăng.

## Giáo dục
Ông có trình độ Đại học Hành chính, Cử nhân lí luận chính trị.

## Hoạt động
Ông từng kinh qua các chức vụ: Phó Chủ tịch Ủy ban nhân dân huyện Mỹ Xuyên, Phó ban Dân vận Tỉnh ủy Sóc Trăng, Bí thư Huyện ủy Mỹ Xuyên, Chủ tịch Ủy ban Mặt trận Tổ quốc Tỉnh ủy Sóc Trăng, Chủ nhiệm Ủy ban Kiểm tra Tỉnh ủy Sóc Trăng.
Ngày 2 tháng 7 năm 2016, trong kì họp thứ nhất, HĐND tỉnh Sóc Trăng khóa IX nhiệm kỳ 2016-2021, ông Trần Văn Chuyện được bầu giữ chức vụ Chủ tịch UBND tỉnh Sóc Trăng.
Ngày 12 tháng 8 năm 2016, Tỉnh ủy Sóc Trăng tổ chức hội nghị Ban Chấp hành bất thường, công bố Quyết định 283 của Ban Bí thư Trung ương Đảng về việc chuẩn y chức vụ Phó Bí thư Tỉnh ủy đối với ông Trần Văn Chuyện - Ủy viên Ban Thường vụ Tỉnh ủy, Chủ tịch UBND tỉnh Sóc Trăng.